# Moerassteenvlieg
De moerassteenvlieg (Nemoura dubitans) is een steenvlieg uit de familie beeksteenvliegen (Nemouridae). De wetenschappelijke naam van de soort is voor het eerst geldig gepubliceerd in 1894 door Morton.